# Schabrackenschakal
Der Schabrackenschakal (Lupulella mesomelas, Synonym: Canis mesomelas) ist ein Wildhund der afrikanischen Savanne und wird zur Gattung der Afrikanischen Schakale (Lupulella) gezählt. Mit einer Körperlänge von durchschnittlich 75 Zentimetern und einer Schulterhöhe von weniger als 50 Zentimetern gehört er innerhalb der Gattung zu den kleineren Arten. Gegenüber anderen Schakalen ist das kennzeichnende und namensgebende Merkmal ein dunkler Sattelfleck, der sich über den Rücken zieht.
Das Verbreitungsgebiet des Schabrackenschakals umfasst zwei etwa 1.000 Kilometer voneinander getrennte Gebiete in Afrika. Eines umfasst weite Teile Ostafrikas, das andere liegt im südlichen Afrika (siehe unten). Der Schabrackenschakal lebt in Familienverbänden und ist vor allem nachtaktiv. Die Art ernährt sich von einem breiten Spektrum fleischlicher Nahrung, das von Insekten bis zu größeren Säugetieren und Aas reicht. Sie ist sehr anpassungsfähig und lebt auch in der Nähe menschlicher Behausungen. In vielen Gebieten werden Schabrackenschakale als Bedrohung für die Viehwirtschaft sowie als Überträger der Tollwut betrachtet und bejagt. Aufgrund ihrer Bestandsgröße wird die Art als nicht gefährdet eingestuft.

## Merkmale

### Allgemeine Merkmale

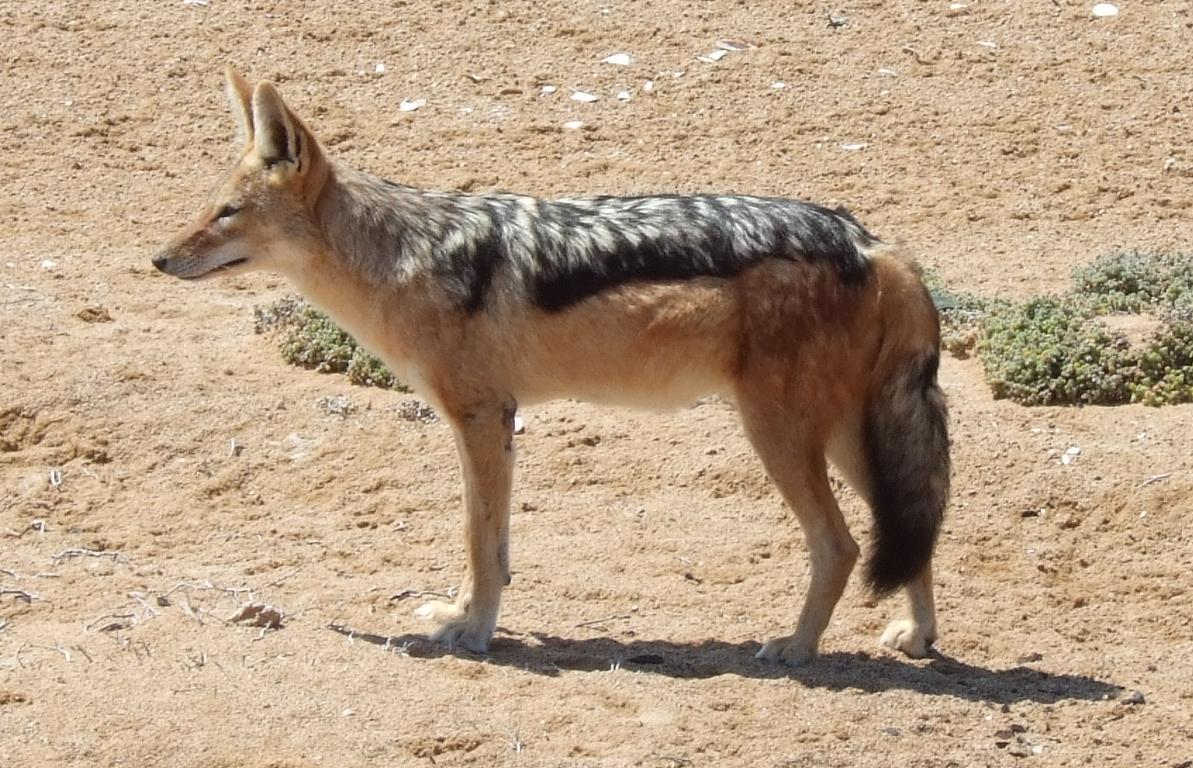
Schabrackenschakal in Namibia

Der Schabrackenschakal ist eine von zwei Arten der Gattung Lupulella, die eine geringe Größe und ein fuchsähnliches Äußeres aufweisen. Er ist sehr schlank mit langen Beinen und großen Ohren. Die Männchen sind etwas größer und schwerer als die Weibchen. Die Kopf-Rumpf-Länge der Männchen beträgt 71 bis 81 Zentimeter, durchschnittlich etwa 75 Zentimeter, und die der Weibchen 64 bis 73 Zentimeter, durchschnittlich 69 Zentimeter; die Schulterhöhe beträgt bei beiden 38 bis 48 Zentimeter. Der Schwanz erreicht eine Länge von durchschnittlich 32 Zentimeter bei den Männchen und 30 Zentimeter bei den Weibchen. Das Gewicht liegt bei den Männchen bei durchschnittlich 8,4 Kilogramm (6,4 bis 11,4) und bei den Weibchen bei 7,7 (5,9 bis 10,0). Der Kopf entspricht dem eines Hundes mit einer zugespitzten Schnauze und aufrecht stehenden, spitzen und dreieckigen Ohren.
Die Grundfarbe der Schakale ist rotbraun. Der Schabrackenschakal ist deutlich gekennzeichnet durch den schiefergrauen Rückenfleck mit silbergrauen Haaren vom Nacken bis zum Schwanz, der im Kontrast zum rostroten bis goldgelben Fell des Kopfes, der Flanken, der Unterseite und der Beine steht; dabei sind die Beine und die Flanken deutlich mehr rot gefärbt als der Rest des Körpers. Der Rückenfleck ist im Bereich der Schultern am breitesten, wird zum Schwanz hin schmaler und läuft im Bereich des Beckens spitz aus. Dieser Sattelfleck ist namensgebend für das Tier, da Tiere mit einer entsprechenden Zeichnung als Schabracken bezeichnet werden. Der ebenfalls rotbraune, buschige Schwanz endet in einer schwarzen Spitze, während der nah verwandte Streifenschakal eine weiße Spitze hat. Die Lippen und das Fell an Kinn, Kehle sowie der Innenseite der Beine ist weiß. Die Länge des Fells beträgt an den Schultern etwa 60 Millimeter und etwa 40 Millimeter am Schwanzansatz, an der Schwanzspitze werden sie bis zu 90 Millimeter lang. Im Gesicht erreichen die Haare eine Länge von 10 bis 15 Millimeter.
Die Jungtiere sind bleigrau gefärbt, der Sattelfleck ist nur undeutlich ausgebildet; die charakteristische Fellfärbung erreichen sie nach etwa sechs Monaten. Albinismus kann vorkommen, ist jedoch sehr selten.

### Merkmale des Schädels

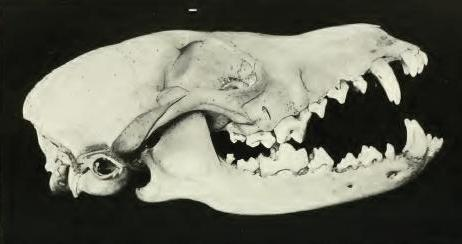
Schädel eines Schabrackenschakals

Der Schädel des Schabrackenschakals ist langgezogen und hat einen birnenförmigen Hirnschädel sowie eine sehr schmale Schnauzenregion. Ein Sagittalkamm ist nur im hinteren Bereich des Schädels ausgebildet, im vorderen Bereich teilt er sich in zwei flache Grate, die hinter den Augenbrauen enden. Der Schädel entspricht in seiner Größe dem anderer Schakale mit einer durchschnittlichen Gesamtlänge von 150 Millimetern (138,9 bis 160,5) beim männlichen und 145,6 Millimetern (135,2 bis 157,1) beim weiblichen Tier. Im Bereich der Jochbögen weist der Schädel eine Breite von 85,9 Millimeter (78,7 bis 94,3) beim Männchen und 83,3 (77,2 bis 90,3) beim Weibchen auf. Die Schädel der Tiere im ostafrikanischen Verbreitungsgebiet sind etwas kürzer und breiter als die in Südafrika und haben eine geringere Variabilität.
| 3 | · | 1 | · | 4 | · | 2 | = 42 |
| 3 | · | 1 | · | 4 | · | 3 | = 42 |

Das Gebiss entspricht dem typischen Hundegebiss mit drei Schneidezähnen (Incisivi), einem Eckzahn (Caninus), vier Vormahlzähnen (Praemolares) und zwei Mahlzähnen (Molares) im Oberkiefer sowie der gleichen Anzahl Zähne und einem zusätzlichen Backenzahn im Unterkiefer.
Der Penisknochen (Baculum) entspricht in seiner Länge der Gesamtlänge des Penis und ist I-förmig. Die Rinne für die Harnröhre ist von der Penisspitze bis etwa drei Viertel der Länge des Knochens ausgebildet. Die typische Länge des Penisknochens beträgt bei einem ein- bis fünfjährigen Schabrackenschakal 56,8 Millimeter bei einem Gewicht von durchschnittlich 299 Milligramm.

### Genetik
Der Schabrackenschakal hat einen einfachen Chromosomensatz (n) von 39 und einen diploiden Chromosomensatz von 2n = 78, er besitzt also insgesamt 78 Chromosomen in jeder Zelle. Mit Ausnahme eines sehr großen und eines sehr kleinen submetazentrischen Paares sind alle Chromosomen akrozentrisch.

## Verbreitung und Lebensraum

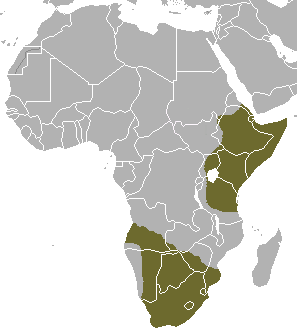
Verbreitungsgebiet des Schabrackenschakals

### Verbreitungsgebiet
Das Verbreitungsgebiet des Schabrackenschakals umfasst zwei etwa 1.000 Kilometer voneinander getrennte Gebiete in Afrika. Eines umfasst Tansania, Kenia, Somalia, Uganda, Südsudan, Eritrea, Ruanda, Burundi und Äthiopien in Ostafrika, das andere liegt im Süden Afrikas in Südafrika, Lesotho, Eswatini, Namibia, Angola, Botswana, Simbabwe, Sambia und Mosambik. Die Art fehlt dagegen im größten Teil Zentral- und Äquatorialafrikas.
Dieses Verbreitungsmuster entspricht dem anderer an trockene Regionen wie Savannen und Halbwüsten angepasster Säugetiere wie dem Erdwolf (Proteles cristatus) und dem Löffelhund (Otocyon megalotis). Das Verbreitungsmuster lässt darauf schließen, dass diese beiden Gebiete ursprünglich durch ähnliche Lebensräume zwischen Südwestafrika und dem Horn von Afrika verbunden waren.

### Lebensraum
Der bevorzugte Lebensraum des Schabrackenschakals sind Savannen und Halbwüsten, er kann aber auch in sehr trockenen und sehr feuchten Gegenden überleben. Er nutzt verschiedene Habitate, darunter küstennahe Trockengebiete, montanes Grasland, Trockensavannen, Buschland, offene Savannengebiete, lockere Waldgebiete sowie Kulturflächen. Die Art bevorzugt offene Landschaften und vermeidet dichte Vegetation. Die Höhenverbreitung reicht in KwaZulu-Natal von Meereshöhe bis 3.000 Metern Höhe in den Drakensbergen mit mehr als 2.000 Millimeter Regenfall pro Jahr.
In Gebieten, in denen neben dem Schabrackenschakal weitere Arten wie der Streifenschakal (Lupulella adusta) oder der Afrikanische Goldwolf (Canis lupaster) vorkommen, werden die vorhandenen Habitate zwischen den Arten aufgeteilt. So nutzt der Schabrackenschakal bevorzugt offenes Grasland, wenn er sympatrisch mit dem Streifenschakal vorkommt, oder bewaldete Savannen, wenn er sympatrisch mit dem Gold- und Streifenschakal lebt. Im westlichen Simbabwe kam es zu aggressiven Auseinandersetzungen, bei denen der Schabrackenschakal den Streifenschakal aus den Graslandgebieten verdrängte.

## Lebensweise

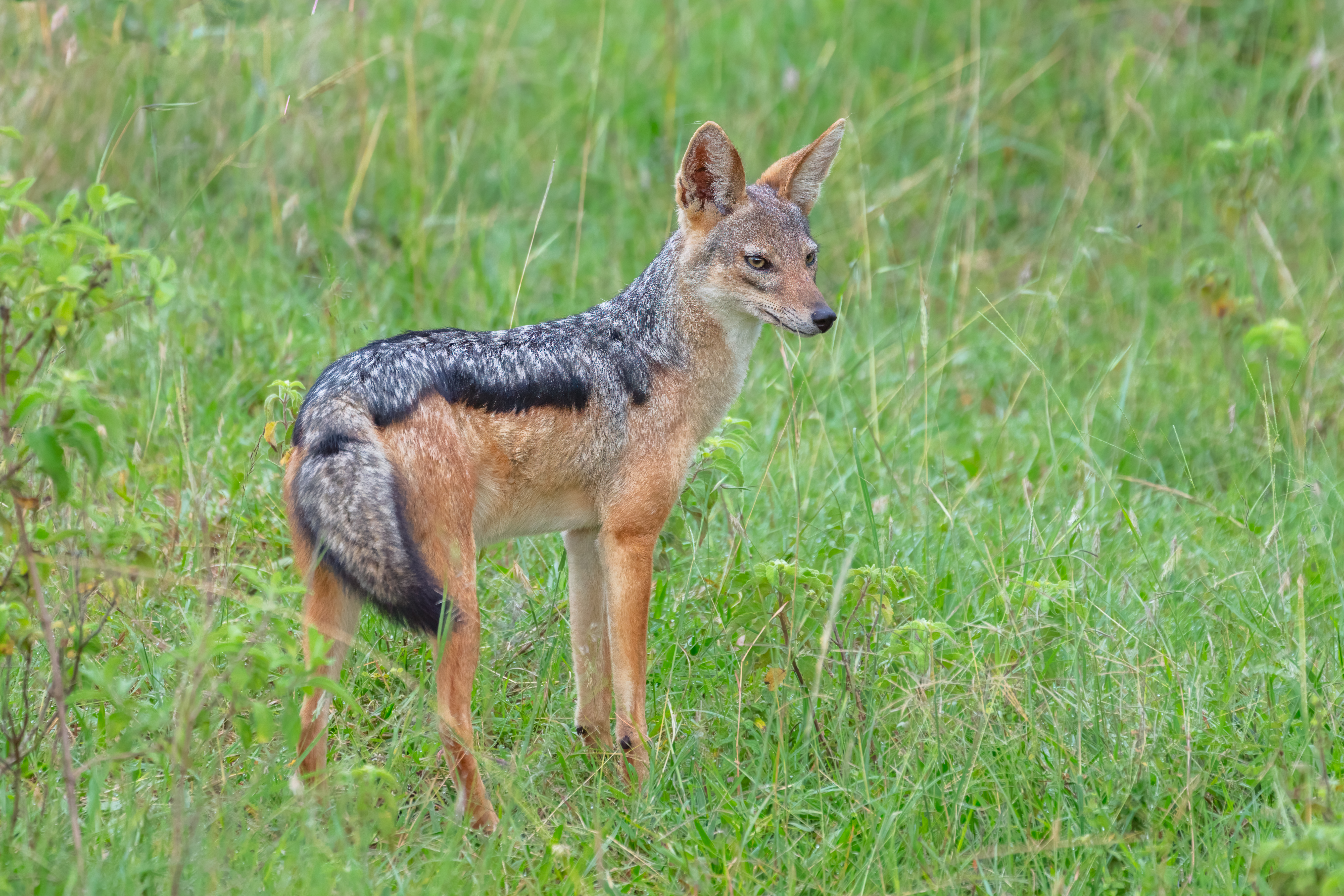
Schabrackenschakal in der Masai Mara in Kenia

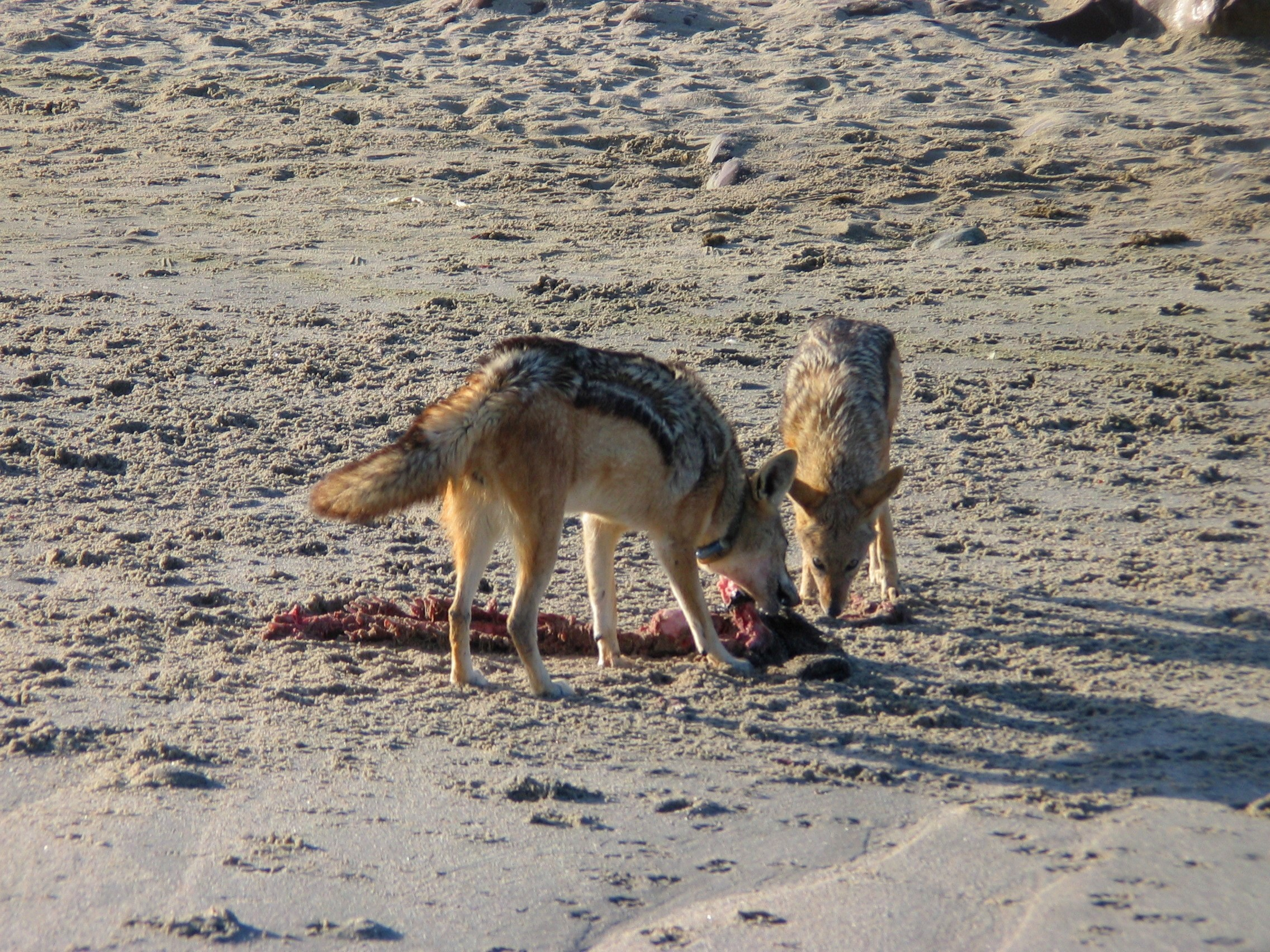
Schabrackenschakale ernähren sich unter anderem von Aas wie hier vom Kadaver einer Robbe.

Schabrackenschakale leben in Familienverbänden. Die tägliche Aktivitätszeit der Schakale beträgt zwischen 20 und 48 % des Tages und nimmt zur Zeit der Jungenaufzucht zu. Sie sind vor allem nachtaktiv, wobei die Hauptaktivitätszeiten nach Sonnenuntergang oder vor Sonnenaufgang zu verzeichnen sind und sich damit sehr stark mit den Aktivitätszeiten der Beutetiere decken. Die geringste Aktivität ist während der Vollmond- und Neumondphasen zu verzeichnen und sie erhöht sich in Nächten mit mäßiger Mondbeleuchtung. Vor allem in Gebieten, in denen sie ungestört sind, können sie auch während des Tages Aktivitätszeiten haben; in Regionen, in denen sie stark von Menschen gestört werden, sind sie dagegen strikt nachtaktiv.
Zur Jagd und Nahrungssuche bilden Schabrackenschakale Familiengruppen von acht bis zehn, manchmal auch deutlich mehr Tieren. Dabei stellen das Schakalpaar und der Nachwuchs den Kern einer Gruppe dar, der sich weitere Tiere anschließen können. Neben dem Paar existieren in der Gruppe in der Regel Jungtiere aus dem letzten Wurf, Helfer ohne Paarungsabsicht sowie solitäre und nicht-territoriale Einzeltiere.

### Ernährung
Der Schabrackenschakal ernährt sich als Raubtier vor allem von Fleisch. Die Ernährung ist wenig spezialisiert und hängt sehr stark von der Verfügbarkeit verschiedener Beutetiere und anderer Nahrungsquellen ab. Das Nahrungsspektrum umfasst vor allem kleine und mittelgroße Säugetiere, Reptilien, Vögel und Vogeleier, wirbellose Tiere wie Käfer und Heuschrecken sowie Aas und Nahrungsmittelreste im Müll von menschlichen Behausungen und auch pflanzliche Nahrung wie Erdnüsse, Beeren und Trauben.
Schakale sind in der Lage, einen ausgewachsenen Springbock (Antidorcas marsupialis) und andere große Huftiere zu schlagen. In Südafrika stellen Huftiere wie der Springbock und andere Antilopen wie die Impala (Aepyceros melampus) neben dem Kronenducker (Sylvicapra grimmia), dem Großriedbock (Redunca arundinum) und dem Steinböckchen (Raphicerus campestris) einen wesentlichen Anteil der Nahrung dar. Dazu kommen Jungtiere von Zebras oder Streifengnus (Connochaetes taurinus), und es gibt Hinweise darauf, dass die Schakale auch die Nester Afrikanischer Strauße (Struthio camelus) plündern. Die Jagd erfolgt in der Familiengruppe oder im losen Verbund mit anderen Gruppen, wenn ausreichend Nahrung vorhanden ist. Dabei steigt die Jagdchance beispielsweise bei einer Thomson-Gazelle (Eudorcas thomsoni) auf etwa 67 %, wenn zwei Schakale beteiligt sind, im Vergleich zu 16 % bei einem Einzeljäger. Bei einem Kitz unterscheidet sich die Jagdchance dagegen nicht und liegt sowohl beim Paar wie auch beim Einzeltier bei etwa 75 %. Die Tiere laufen bei der Jagd auf die Beutetiere zu und erhöhen ihre Geschwindigkeit bis zu einem schnellen Galopp. Wenn sie die Beute erreichen können, verbeißen sie sich in ein Bein, die Flanke, den Nacken oder die Schnauze und bringen die Beute zu Fall; die Tötung erfolgt durch einen Biss in die Kehle oder seltener, indem die Bauchhöhle aufgerissen wird.
Seine extreme Anpassungsfähigkeit ließ ihn eine große Zahl regional unterschiedlicher Verhaltensmuster entwickeln. In Ostafrika folgen diese Schakale (wie auch die Afrikanischen Goldwölfe) den Löwenrudeln und warten darauf, dass sie von ihrer Beute ablassen, um dann den Rest des Kadavers zu fressen. Sie jagen zudem auch gemeinsam mit Geparden (Acinonyx jubatus). Große Schakalgruppen spezialisieren sich manchmal darauf, Geburten von Gazellen abzuwarten, um das Jungtier sofort nach der Geburt zu reißen. Neben verschiedenen Nagetieren und Hasenartigen erbeuten die Schakale auch kleinere Raubtiere wie Marder und Schleichkatzen sowie Haushunde und Hauskatzen. Im südlichen Afrika, vor allem in Namibia, haben manche Schabrackenschakale die Küste zum Lebensraum gemacht. Hier leben sie in der Nähe der Seebärkolonien und ernähren sich von Meeresvögeln, Robbenjungen und Nachgeburten (z. B. an der Skelettküste) sowie angespülten Muscheln und Fischen. An Stränden mit Seebärenkolonien wurden bis zu 80 Schakale gezählt. Im südlichen Afrika wurden manche Schabrackenschakale zu Kulturfolgern. Sie siedelten sich nahe menschlicher Dörfer und Städte an, wo sie Abfalltonnen leeren, aber vor allem während der Wurfzeiten auch Lämmer und junge Ziegen reißen. Dabei stellen die Haustiere nicht die Hauptbeute der Schakale dar, wie in einer Studie in KwaZulu-Natal gezeigt werden konnte: Hier betrugen die Verluste durch den Schabrackenschakal etwa 0,05 % der Schafspopulation und die Angriffe erfolgten vor allem in der Trockenzeit während der Wurfzeit der Schafe. Im gleichen Gebiet wurden 13 % von 395 getöteten Schafen von Schabrackenschakalen und 83 % von streunenden Haushunden getötet.
Der Schabrackenschakal konkurriert vor allem mit dem Erdwolf (Proteles cristatus), dem Löffelfuchs (Otocyon megalotis), dem Kapfuchs (Vulpes chama), der Tüpfelhyäne (Crocuta crocuta) sowie dem Streifenschakal und dem Afrikanischen Goldwolf um Nahrung. In einigen Gebieten wie der Namib kommt es dementsprechend zu einer Einnischung der verschiedenen Raubtiere durch eine unterschiedliche Nahrungspräferenz, räumliche Verteilung und Aktivitätszeit, sodass mehrere Arten sympatrisch vorkommen können. Speziell in den Gebieten, in denen die drei Schakalarten vorkommen, kommt es zu einer Verteilung der Habitate, die Konkurrenz vermeidet. Gegenüber dem Kapfuchs und dem Löffelfuchs ist der Schabrackenschakal dominant und er jagt und tötet diese kleineren Arten auch. In den Regionen, in denen die kleineren Füchse mit dem Schabrackenschakal gemeinsam vorkommen, hat dies deutliche Effekte auf die Individuendichte, die bei Abwesenheit um bis zu 64 % beim Kapfuchs zunimmt, und den Aktivitätsraum, der bei Abwesenheit der Schakale deutlich größer ist. Zudem steigt die Aktivität der Kapfüchse bei Tageslicht und die Löffelhunde bilden kleinere Gruppen, wenn keine Schakale präsent sind. Auch die gegenseitige Einnischung beider Arten wird durch die Schabrackenschakale beeinflusst.

### Fortpflanzung und Entwicklung
Der Schabrackenschakal ist monogam. Er erreicht seine Geschlechtsreife mit etwa 11 Monaten, allerdings bekommen in der Wildnis Weibchen erst ab etwa zwei Jahren Jungtiere.

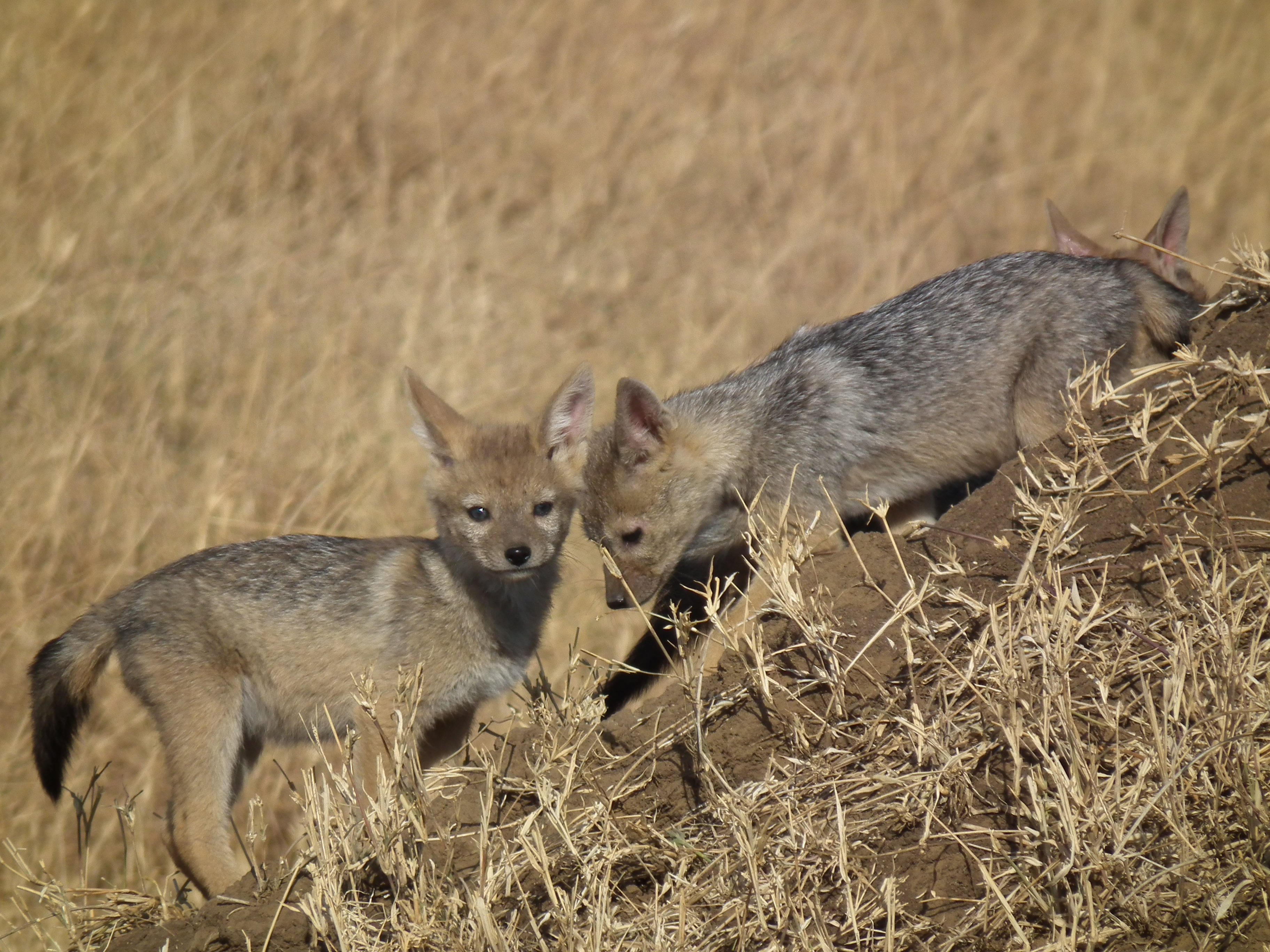
Jungtiere in Tansania

Die Tragzeit beträgt 60 bis 65 Tage. Die Geburtszeiten variieren regional sehr stark und hängen sowohl vom Lebensraum wie auch von der Nahrungsverfügbarkeit ab. Im Rift Valley in Kenia werfen die Weibchen zwischen September und Januar, während sie im nördlichen Tansania und Kwa-Zulu Natal zwischen Juni und September und in Südafrika im August bis Oktober gebären.
Die Geburten finden in unterirdischen Bauten statt und die Größe der Würfe beträgt ein bis neun Jungtiere, in der Regel drei bis sechs. Diese kommen blind zur Welt und öffnen ihre Augen nach acht bis zehn Tagen. Die Zähne des Milchgebisses brechen innerhalb der ersten drei Wochen vollständig durch und nach etwa drei Wochen nehmen die Jungtiere vorgekaute Nahrung zu sich. Nach acht bis zehn Wochen werden sie entwöhnt. Die Jungtiere verlassen den Bau erstmals nach etwa drei Wochen, bleiben jedoch die ersten sieben Wochen die meiste Zeit unter der Erde. Nach etwa 12 bis 14 Wochen verlassen sie die Bauten und beginnen, gemeinsam mit den Eltern zu jagen. Die permanenten Backenzähne brechen nach 14 bis 23 Wochen durch und das gesamte Milchgebiss wird im ersten Lebensjahr durch ein permanentes Gebiss ersetzt.
Die Mortalität unter den Jungtieren ist am höchsten in den ersten 14 Wochen; in der Regel überleben in einem Wurf nur ein bis drei Jungtiere diese Zeit. In der Serengeti in Tansania bleiben etwa 24 % der Jungtiere nach der Entwöhnung für die ersten eineinhalb bis zwei Jahre bei den Eltern im Familienverbund, der Rest zerstreut sich nach etwa zehn bis elf Monaten. Das maximale Lebensalter in der Wildnis beträgt etwa zwölf Jahre, wobei die Tiere in der Regel nicht älter als sieben Jahre werden.

### Fressfeinde und Parasiten

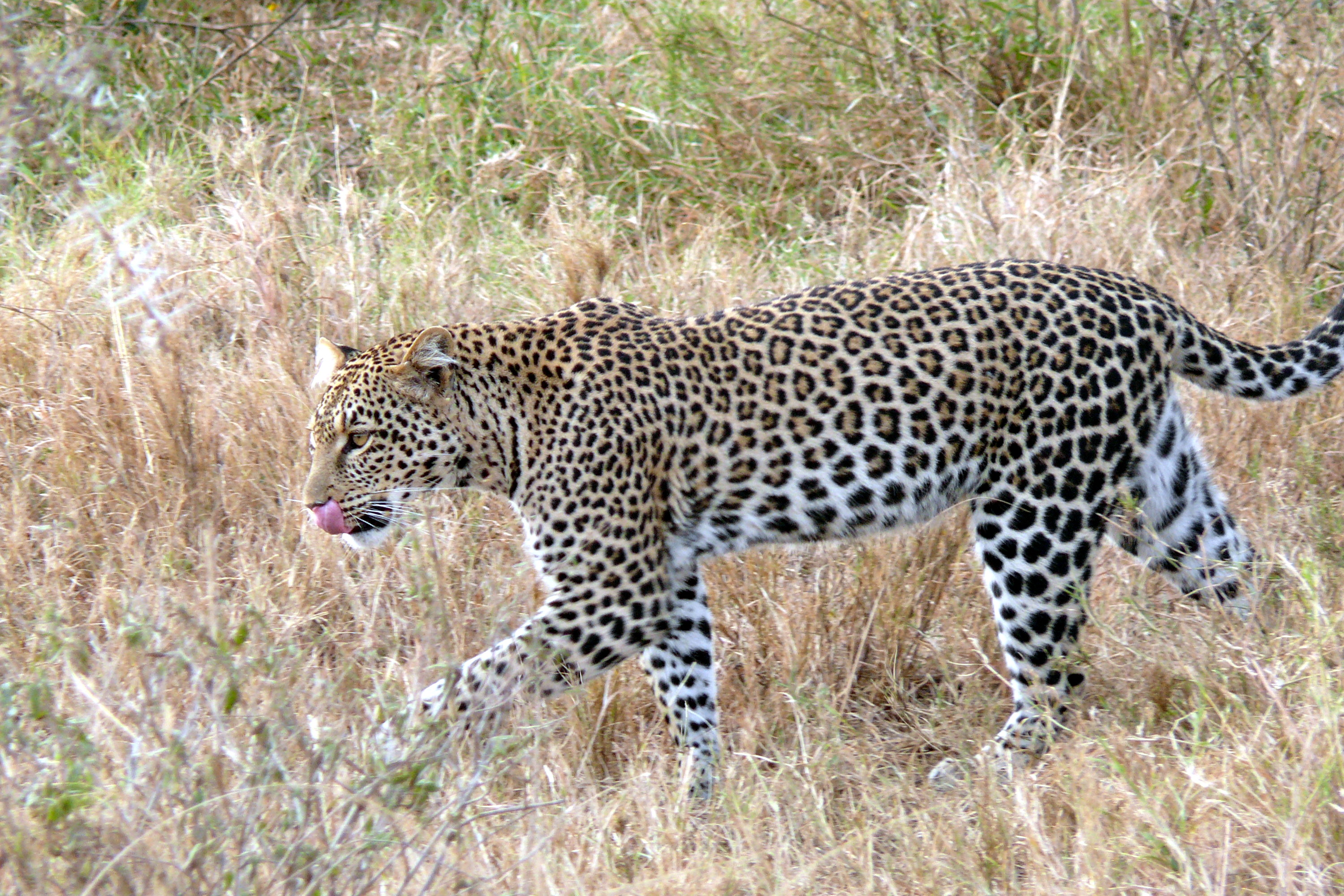
Der Afrikanische Leopard (Panthera pardus pardus) ist neben dem Menschen der größte Feind der Schakale.

Die Jungtiere der Schabrackenschakale können potenziell von allen Raubtieren im Lebensraum der Tiere erbeutet werden, die groß genug sind. So wurden sowohl Tüpfelhyänen wie auch Streifenschakale bei der Tötung von jungen Schabrackenschakalen beobachtet. Ihre Hauptbedrohung stellen allerdings Greifvögel dar; der Kampfadler (Polemaetus bellicosus) wurde dabei beobachtet, wie er einen subadulten Schakal erbeutete und wegtrug. Für die ausgewachsenen Tiere ist der Hauptfeind neben dem Menschen der Leopard (Panthera pardus). In Feldstudien wurde ein Leopard beobachtet, der über den Zeitraum von drei Wochen elf Schabrackenschakale erbeutete. In einigen Regionen gehören Schakale wahrscheinlich zu den Hauptbeutetiere der Leoparden.
Zahlreiche Parasiten können den Schabrackenschakal befallen. Zu den wichtigsten Endoparasiten gehören verschiedene Bandwürmer wie Dipylidium caninum, Echinococcus granulosus, Joyeuxialla echinorhyncoides, Joyeuxialla pasqualei, Mesocestoides lineatus, Taenia erythraea, Taenia hydatigena, Taenia jackhalsi, Taenia mulitceps, Taenia pungutchui und Taenia serialis, Saugwürmer der Gattung Athesmia sowie Fadenwürmer wie Ancylostoma braziliense, Ancylostoma caninum, Ancylostoma martinaglia, Ancylostoma somaliense, Ancylostoma tubaeforme und Physaloptera praeputialis. Auch verschiedene einzellige Parasiten können den Schabrackenschakal befallen, vor allem Babesia canis, Ehrlichia canis, Hepatozoon canis, Sarcocytis, Toxoplasma gondii und Trypanosoma congolense. Ektoparasiten sind vor allem Zecken und andere Milben sowie mehrere Arten der Flöhe.
Über diese Parasiten hinaus können Schabrackenschakale auch von Viren wie dem Rabiesvirus (dem Erreger der Tollwut), dem canine Parvovirus, dem Staupevirus, dem canine Adenovirus und dem Erreger der caninen Ehrlichiose befallen sein, und auch der Milzbranderreger Bacillus anthracis wurde beim Schabrackenschakal nachgewiesen. Insbesondere für die Tollwut stellen Schabrackenschakale wichtige Überträger dar und es gibt mehrere Tollwutepidemien, die auf infizierte Schakale zurückzuführen sind. Dabei kommt die Tollwut bei Schakalen periodisch in Zyklen von vier bis acht Jahren vor, die vor allem durch Regenperioden und das damit verbundene Sozialverhalten der Tiere erklärt werden. Die Tollwutkontrolle erfolgt durch die Verfütterung von Impfstoffen, allerdings ist eine langfristige und dauerhafte Kontrolle der Krankheit auch von der Impfung der Haushunde im Verbreitungsgebiet abhängig.

## Evolution und Systematik

### Fossilgeschichte
Fossilien des Schabrackenschakals aus Südafrika dokumentieren die Art bis in das Pleistozän vor etwa zwei bis drei Millionen Jahren in Kenia, Tansania und Südafrika, wurden allerdings nie nördlicher als Äthiopien gefunden. Die Art war also immer auf die Gebiete südlich der Sahara beschränkt. Die fossilen Individuen wurden als Canis antiquus beschrieben und hatten etwa die gleiche Größe wie die heutigen, rezenten Vertreter der Art, sie unterscheiden sich von diesen nur durch geringe Unterschiede in der relativen Größe der Knochen der Nasenregion und können entsprechend dem rezenten Schabrackenschakal zugeordnet werden.

### Systematik

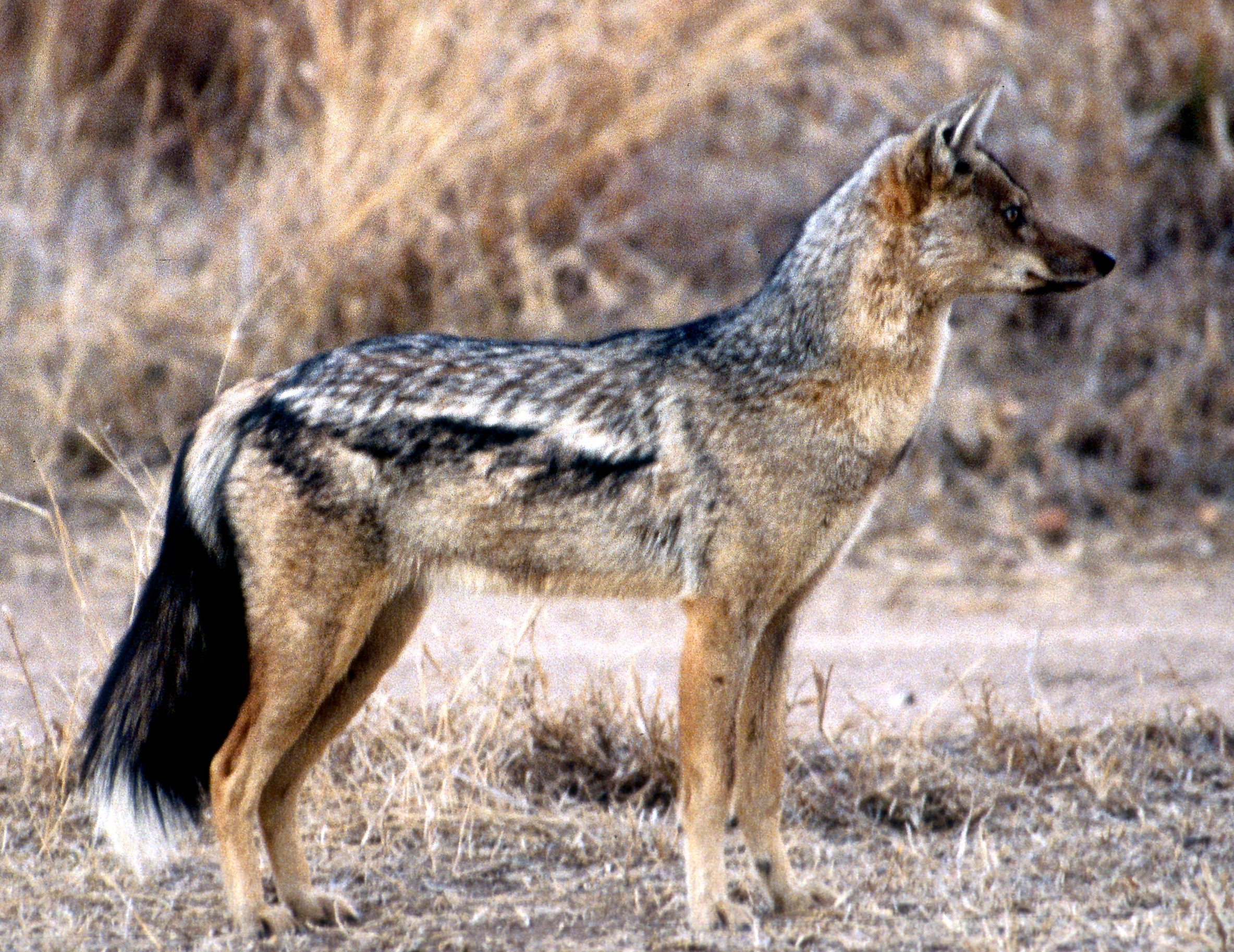
Der Streifenschakal (Lupulella adusta) ist die nächstverwandte Art des Schabrackenschakals

Der Schabrackenschakal wird seit einiger Zeit der Afrikanischen Schakale (Lupulella) zugeordnet, die aus zwei Arten besteht. Die wissenschaftliche Erstbeschreibung erfolgte 1775 durch den deutschen Naturforscher Johann Christian von Schreber anhand eines Individuums aus Südafrika. Er ordnete die Art in die Gattung Canis ein bezeichnete sie entsprechend als Canis mesomelas. In der Gattung der Wolfs- und Schakalartigen (Canis) finden sich weitere als Schakale bezeichnete Arten, die mit den Afrikanischen Schakalen nicht näher verwandt sind. Der Artname „mesomelas“ leitet sich von den Wörtern „meso“ für „Mitte“ und „melas“ für „schwarz“ ab und bezieht sich auf die schwarze Rückenzeichnung.
Spätere Beschreibungen von anderen Fundorten verschiedener Wissenschaftler wurden später mit dieser Art zusammengefasst und synonymisiert. Dabei handelt es sich um die folgenden Synonyme:
- Canis variegatoides Smith, 1833,
- Canis schmidtii Noack, 1897,
- Canis mcmillani Heller, 1914,
- Canis elgonae Heller, 1914,
- Canis arenarum Thomas, 1926 und
- Canis achrotes Thomas, 1926.

Bereits 1906 wurde die Art von Hilzheimer in die eigene Gattung Lupulella als Lupulella mesomelas überstellt, dies wurde jedoch lange Zeit nicht allgemein anerkannt.
Im Rahmen der Vorstellung der Genomsequenz des Haushundes wurde von Lindblad-Toh et al. 2005 eine phylogenetische Analyse der Hunde (Canidae) veröffentlicht. Im Rahmen dieser Darstellung wurde auf der Basis molekularbiologischer Daten die Monophylie der Gattung Canis angezweifelt. Demnach stellen der Streifenschakal und der Schabrackenschakal Schwesterarten dar, die als basalste Arten allen anderen Vertretern der Gattung sowie zusätzlich dem Rothund (Cuon alpinus) und dem Afrikanischen Wildhund (Lycaon pictus) gegenübergestellt werden. Diese beiden Arten müssten entsprechend in die Gattung Canis aufgenommen werden, damit sie als monophyletische Gattung Bestand hat. Auch Zrzavý und Řičánková 2004 kamen zu diesem Ergebnis und schlugen die Abtrennung der beiden Schakale von der Gattung Canis vor; ihrem Vorschlag folgend sollte der Streifenschakal der monotypischen Gattung Schaeffia als Schaeffia adusta und der Schabrackenschakal der Gattung Lupulella als Lupulella mesomelas eingeordnet werden. Die Canid Specialist Group der IUCN sprach sich auf einem im Mai 2019 veranstalteten Kongress dafür aus, sowohl den Schabrackenschakal als auch den Streifenschakal in die Gattung Lupulella zu stellen.
Innerhalb der Art werden zwei Unterarten unterschieden, die sich mit den beiden großen Verbreitungsgebieten decken. Die südliche Unterart L. m. mesomelas ist entsprechend auf das südliche Verbreitungsgebiet beschränkt, während L. m. schmidtii in Ostafrika vorkommt. Die beiden Unterarten unterscheiden sich vor allem in der Größe der Schädel: Der Schädel der ostafrikanischen Unterart ist kürzer und breiter, er ist zudem weniger variabel in den Schädelmaßen. Zudem hat sie längere und schmalere Reißzähne sowie kleinere Kauflächen.

## Bestand und Status

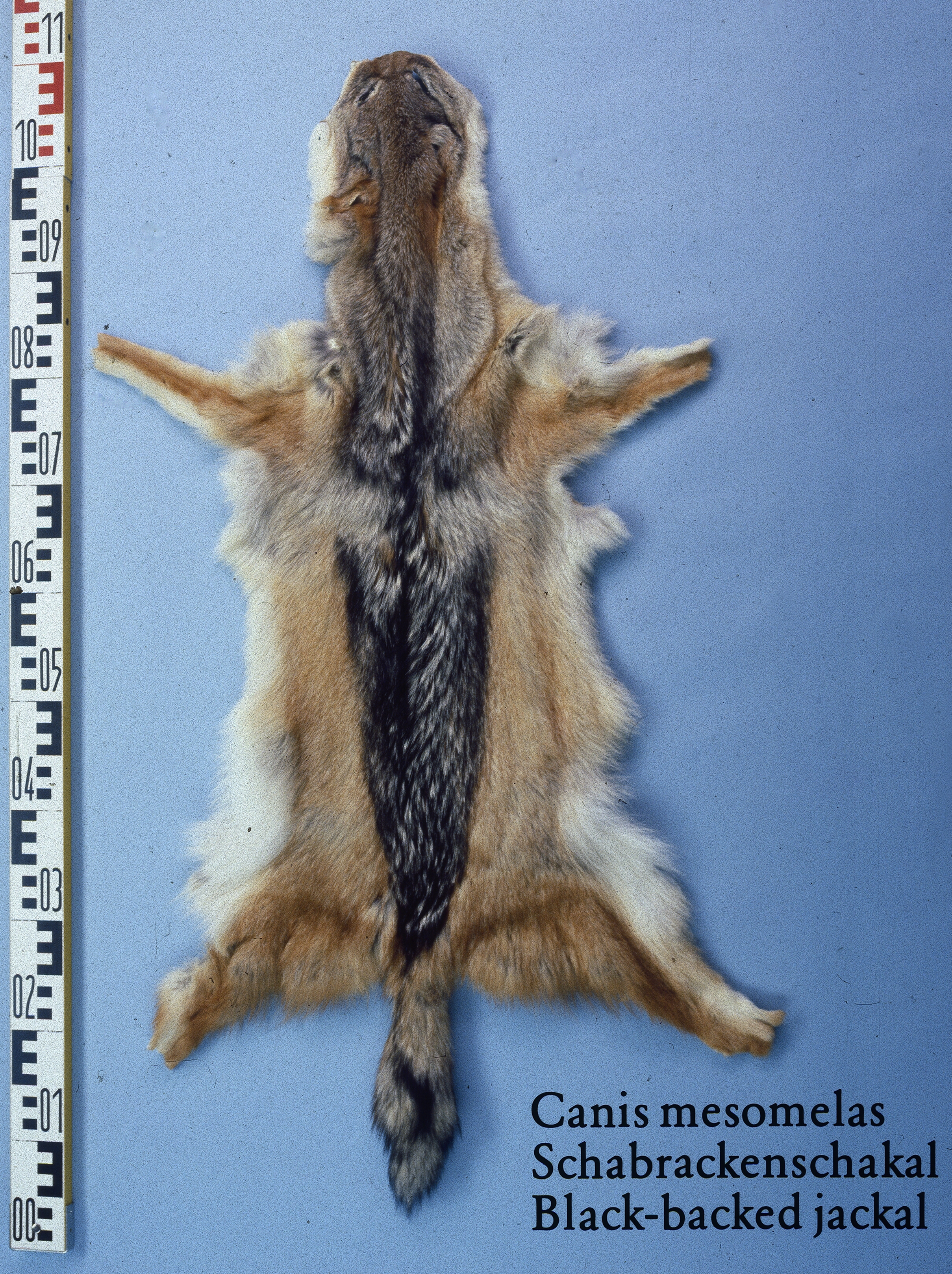
Fell eines Schabrackenschakals

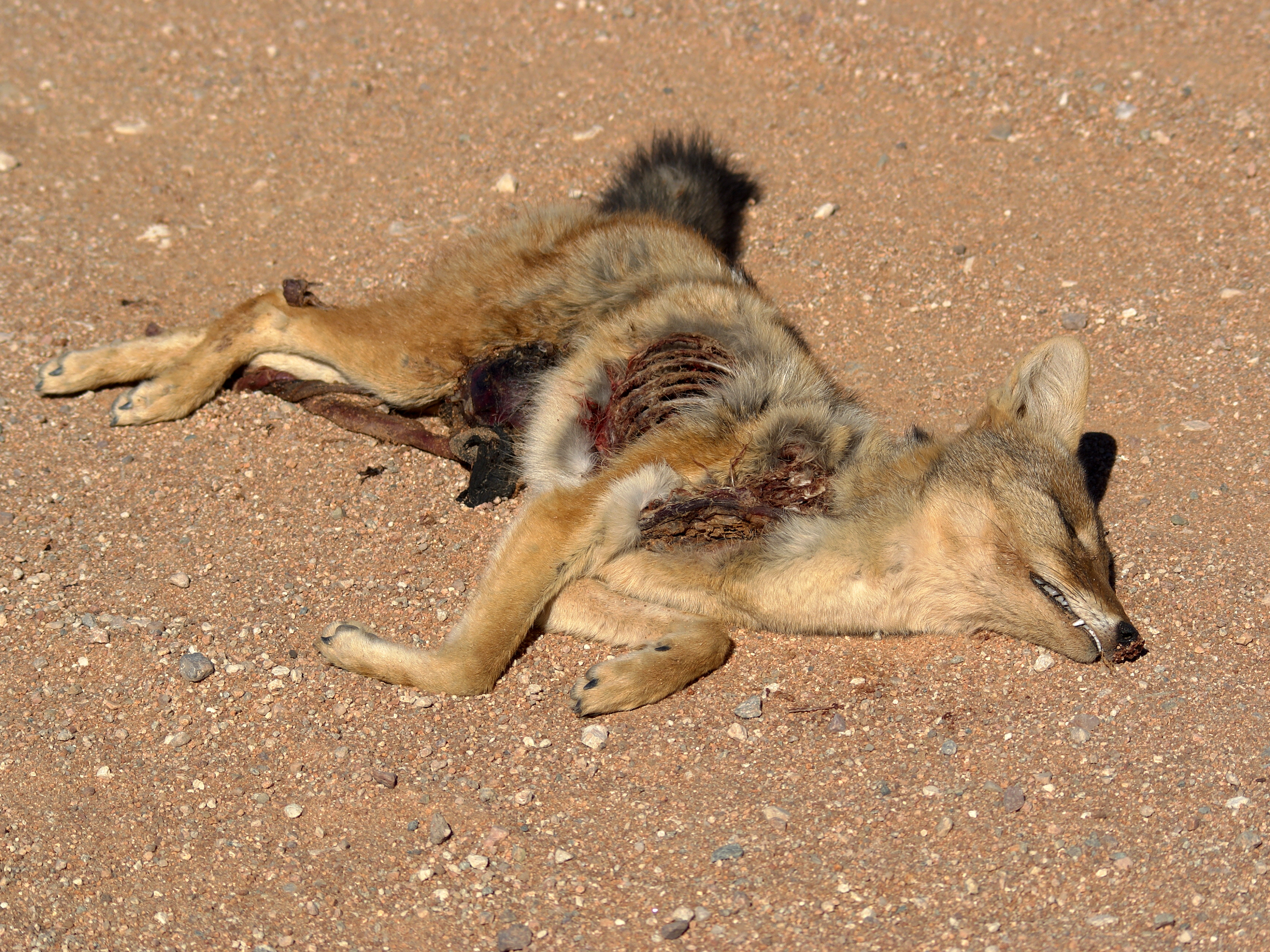
Ein von einem Auto getöteter Schabrackenschakal

Die Art wird von der International Union for Conservation of Nature and Natural Resources (IUCN) aufgrund der Bestandsgröße als nicht gefährdet (least concern) eingestuft. Innerhalb seiner Verbreitungsgebiete ist der Schabrackenschakal relativ häufig und zeichnet sich durch eine opportunistische Lebensweise aus.
In vielen Gebieten wird der Schabrackenschakal als Bedrohung für die Viehwirtschaft sowie als Überträger der Tollwut bejagt; diese Bestandskontrolle ist allerdings nur lokal wirksam. Seltener ist die Bejagung mit Fallen zur Fellgewinnung. In Gebieten mit großer menschlicher Bevölkerungsdichte kommt es zudem regelmäßig zu Unfällen mit Autos. Lokal kann es durch die Bejagung zu stärkeren Bestandsrückgängen oder auch zur vollständigen Ausrottung der Bestände kommen.

## Belege
1. 1 2 3 4 5 6 7 8 9 10 11 12 13 14 15 16 17 18 19 20 21 22 23  
Lyle R. Walton, Damien O. Joly: Canis mesomelas. In: Mammalian Species. Band 715, 2003, S. 1–9 (web.archive.org [PDF; 711 kB; abgerufen am 12. September 2021]).
2. 1 2 3 4 5 6 7  
Canis mesomelas in der Roten Liste gefährdeter Arten der IUCN 2011.2. Eingestellt von: A.J. Loveridge, J.A.J. Nel, 2008. Abgerufen am 20. Mai 2012.
3. 1 2  
Claudio Sillero-Zubiri: Family Canidae (Dogs). (352–447). In: Wilson, D. E., Mittermeier, R. A. (Hrsg.): Handbook of the Mammals of the World. Volume 1: Carnivores. Lynx Edicions, 2009; S. 419–420. ISBN 978-84-96553-49-1.
4. ↑  
Jan F. Kamler, Ute Stenkewitz, David W. Macdonald: Lethal and sublethal effects of black-backed jackals on cape foxes and bat-eared foxes. Journal of Mammalogy 94 (2), 2013; S. 295–306. (Abstract)
5. 1 2 3 4 5  
Claudio Sillero-Zubiri, Michael Hoffmann, David W. Macdonald (IUCN/SSC Canid Specialist Group): Canids: Foxes, Wolves, Jackals and Dogs Status Survey and Conservation Action Plan. IUCN – The World Conservation Union, 2004, S. 161–166 (Volltext, PDF (Memento vom 6. Oktober 2011 im Internet Archive))
6. ↑  
Klaus-Peter Koepfli, John Pollinger, Raquel Godinho, Jacqueline Robinson, Amanda Lea, Sarah Hendricks, Rena M. Schweizer, Olaf Thalmann, Pedro Silva, Zhenxin Fan, Andrey A. Yurchenko, Pavel Dobrynin, Alexey Makunin, James A. Cahill, Beth Shapiro, Francisco Álvares, José C. Brito, Eli Geffen, Jennifer A. Leonard, Kristofer M. Helgen, Warren E. Johnson, Stephen J. O’Brien, Blaire Van Valkenburgh, Robert K. Wayne: Genome-wide Evidence Reveals that African and Eurasian Golden Jackals Are Distinct Species. In: Current Biology. 2015, doi:10.1016/j.cub.2015.06.060.
7. ↑  
Kerstin Lindblad-Toh et al.: Genome sequence, comparative analysis and haplotype structure of the domestic dog. Nature 438, Dezember 2005; Seite 803–819. (Abstract).
8. ↑  
Jan Zrzavý, Věra Řičánková: Phylogeny of Recent Canidae (Mammalia, Carnivora): Relative Reliability and Utility of Morphological and Molecular Datasets. In: Zoologica Scripta Band 33, Nr. 4, Juli 2004, S. 311–333, doi:10.1111/j.0300-3256.2004.00152.x.
9. ↑  
Francisco Alvares, Wieslaw Bogdanowicz, Liz A.D. Campbell, Raquel Godinho, Jennifer Hatlauf, Yadvendradev V. Jhala, Andrew C. Kitchener, Klaus-Peter Koepfli, Miha Krofel, Helen Senn, Claudio Sillero-Zubiri, Suvi Viranta und Geraldine Werhahn: Old World Canis spp. with taxonomic ambiguity: Workshop conclusions and recommendations. Vairão, Portugal, 28th-30thMay 2019, IUCN/SSC Canid Specialist Group, PDF
10. ↑  
Don E. Wilson & DeeAnn M. Reeder (Hrsg.): Canis mesomelas in Mammal Species of the World. A Taxonomic and Geographic Reference (3rd ed).